# Gus Kenworthy
Gus Kenworthy (Chelmsford, 1991. október 1. –) olimpiai ezüstérmes amerikai síakrobata.

## Élete
A coloradói Tellurideben tanult meg síelni szüleitől, nem sokkal azután hogy járni kezdett. 14 évesen elhatározta, hogy profi karriert fog befutni, és két évvel később már szponzort is keresett magának. 2012-ben – Devin Logannel – elnyerte az első alkalommal kiosztásra kerülő Sarah Burke-trófeát.
A 2011-es Deer Valley-i világbajnokság lejtő versenyszámában a 10., két évvel később a norvégiai Vossban pedig a 6. helyen végzett. A 2014-es téli olimpián a síakrobatika férfi slopestyle versenyszámában – honfitársa, Joss Christensen mögött – a második helyen ért célba. Négy évvel később, a phjongcshangi téli olimpián ismét rajthoz állt a síakrobatika férfi slopestyle mezőnyében. Bár az edzések során egy könnyebb sérülést szenvedett (eltörte jobb hüvelykujját), de így is sikeresen vette az akadályokat és 90,80 pontos eredményével bekerült a döntőbe, azonban a fináléban csak a 12. helyet sikerült megszereznie.
2015 októberében a Twitter-oldalán jelentette be, hogy meleg. Később az ESPN magazinnak adott interjújában beszélt a coming outhoz vezető útjáról, érzelmeiről, a benne felgyülemlett feszültségről, valamint hogy családja előtt már két évvel korábban felvállalta, hogy meleg. 2015 novemberétől él párkapcsolatban Matthew Wilkas színházi és filmszínésszel.